# Gagea bohemica
La estrella amarilla temprana (Gagea bohemica) es una planta fanerógama del género Gagea de la familia Liliaceae.

## Descripción
Como sugiere su nombre, la estrella amarilla temprana florece antes que la mayoría de otras especies del género Gagea, y se encuentra generalmente en flor a partir de enero o marzo o a principios de abril.
Sus flores son muy similares a las del congénere estrella amarilla, pero es una planta menos vigorosa, alcanzando una altura de 2 a 6 cm y normalmente teniendo apenas un solo par de hojas básicas, con uno o dos pares de hojas lanceoladas, de quizás 1 cm de ancho, justo debajo de las flores.
Las flores, de las cuales hay generalmente no más de 4 en cada planta, son amarillas y tienen seis pétalos; con cerca de 15 mm de diámetro. Crece principalmente en prados secos.

## Localización
La planta se encuentra principalmente en la región del Mediterráneo y en centro-Europa pero puede también estar, por ejemplo en Francia y Alemania; unos especímenes se han descubierto en un solo sitio en Gales, en el condado de Radnorshire, y la planta se ha adoptado como la flor del condado y se la denomina como Radnor Lily.

## Sinonimia
- Ornithogalum bohemicum Zauschn.
- Ornithogalum zauschneri Pohl
- Gagea bohemica (Zauschn.) Schult.f. subsp. zauschneri (Pohl) Pascher ex Stroh
- Gagea bohemica subsp. eu-bohemica Asch. & Graebn.
- Ornithoxanthum bohemicum (Zauschn.) Link
- Reggeria bohemica (Zauschn.) Raf.
- Stellaris bohemica (Zauschn.) Samp.
- Stellaster bohemicus (Zauschn.) Kuntze[1]
- Ornithogalum fistulosum Ramond ex DC.[2]
- Gagea pygmaea Salisb., Ann. Bot. (König & Sims) 2: 557 (1806), nom. superfl.
- Gagea fistulosa (Ramond ex DC.) Ker Gawl., J. Sci. Arts (London) 1: 180 (1816), nom. illeg.
- Ornithoxanthum fistulosum (Ramond ex DC.) Link, Handbuch 1: 161 (1829)
- Solenarium fistulosum (Ramond ex DC.) Dulac, Fl. Hautes-Pyrénées: 112 (1867)
- Anthericum villosum Labill., Icon. Pl. Syr. 5: 14 (1812)
- Ornithogalum zauschneri Pohl, Tent. Fl. Bohem. 2: 14 (1814)
- Phalangium villosum (Labill.) Poir. in J.B.A.M.de Lamarck, Encycl., Suppl. 4: 381 (1816)
- Ornithogalum szovitsii Láng, Flora 10(1 Beibl.): 64 (1827)
- Gagea saxatilis (Mert. & W.D.J.Koch) Schult. & Schult.f. in J.J.Roemer & J.A.Schultes, Syst. Veg. 7: 549 (1829)
- Gagea szovitsii (Láng) Besser ex Schult. & Schult.f. in J.J.Roemer & J.A.Schultes, Syst. Veg. 7: 550 (1829)
- Ornithoxanthum zauschneri (Pohl) Link, Handbuch 1: 161 (1829)
- Gagea billardieri Kunth, Enum. Pl. 4: 242 (1843)
- Gagea busambarensis (Tineo) Parl., Fl. Palerm. 1: 379 (1845)
- Ornithogalum busambarense Tineo in G.Gussone, Fl. Sicul. Syn. 2: 813 (1845)
- Ornithogalum nebrodense Tod. ex Guss., Rar. Pl. Sicil. Prov., n.s., 1: 7 (1845)
- Gagea nebrodensis (Tod. ex Guss.) Nyman, Syll. Fl. Eur.: 372 (1855)
- Gagea andegavensis F.W.Schultz, Flora 45: 459 (1862)
- Gagea corsica Jord. & Fourr., Brev. Pl. Nov. 1: 58 (1866), nom. illeg.
- Gagea zauschneri (Pohl) Pascher, Lotus, n.f., 14: 121 (1904)
- Gagea aleppoana Pascher, Repert. Spec. Nov. Regni Veg. 2: 166 (1906)
- Gagea callieri Pascher, Repert. Spec. Nov. Regni Veg. 2: 166 (1906)
- Gagea lanosa Pascher, Repert. Spec. Nov. Regni Veg. 2: 166 (1906)
- Gagea velenovskyana Pascher, Repert. Spec. Nov. Regni Veg. 2: 166 (1906)
- Gagea minaae Lojac., Fl. Sicul. 3: 134 (1909)
- Gagea smyrnaea O.Schwarz, Repert. Spec. Nov. Regni Veg. 36: 70 (1934)
- Gagea hypanica Sobko, Ukrayins'k. Bot. Zhurn. 28: 438 (1971).[3]